# Harrap's
Harrap’s, créé en 1901 par George Godfrey Harrap,  est une maison d'édition d'ouvrages dans le domaine des langues, appartenant aujourd'hui aux éditions Larousse.

## Historique
La maison a été fondée à Londres par George Godfrey Harrap (1868-1938), un éditeur qui se mit à son compte en 1901 pour publier d'abord des ouvrages éducatifs, puis des livres très divers.
En 1934, il publie le dictionnaire bilingue anglais-français en 4 volumes, le Harrap's Standard. Composé de 4 volumes il devient vite le plus connu au Royaume-Uni et en France. Au vu de son succès, une version condensée en 2 volumes nommée Harrap’s Shorter est éditée en 1944. La huitième édition a été publiée en avril 2007. Aux États-Unis, il est vendu sous le titre d'« Harrap's French and English College Dictionary ». Des révisions ont été publiées en 1967, 1982, 1991, 1996, 2000, 2004 et 2007.
Après avoir appartenu au groupe Vivendi Universal Publishing (VUP), la maison a été reprise par Hachette Livre fin 2002, où elle est liée à Larousse (appartenant elles-mêmes depuis 2004 au groupe Hachette). Harrap's appartenait précédemment aux éditions Chambers, filiale de Hachette.
Ses concurrents principaux sont les dictionnaires Le Robert & Collins et Hachette-Oxford. 
Aujourd'hui, les éditions Harrap's publient en français des ouvrages et des CD-ROM sur une vingtaine de langues. 
Elles sont basées à Édimbourg (Écosse). 

## Collections
On retrouve dans leur collection des :
- dictionnaires bilingues généralistes ou spécialisés
- dictionnaires monolingues
- méthodes de langue
- guides de conversation
- ouvrages parascolaires
- ouvrages de littérature en version originale.